# Jorge Luis Cifuentes Méndez
Jorge Luis Cifuentes Méndez, destacado deportista colombiano de la especialidad de Patinaje que fue campeón suramericano en Medellín 2010.
 Posteriormente fue campeón de Centroamérica y del Caribe en Mayagüez 2010.

## Trayectoria
La trayectoria deportiva de Jorge Luis Cifuentes Méndez se identifica por su participación en los siguientes eventos nacionales e internacionales:

### Juegos Suramericanos
Fue reconocido su triunfo de ser el quinto deportista con el mayor número de medallas de la selección de  Colombia en los juegos de Medellín 2010.

#### Juegos Suramericanos de Medellín 2010
Su desempeño en la novena edición de los juegos, se identificó por ser el séptimo deportista con el mayor número de medallas entre todos los participantes del evento, con un total de 6 medallas:

- , Medalla de oro: 10 000 m Puntos Ruta Hombres
- , Medalla de oro: Patinaje de Velocidad Eliminación Ruta 20 000 m Hombres
- , Medalla de oro: Patinaje de Velocidad Maratón Ruta Hombres
- , Medalla de oro: Patinaje de Velocidad Punto Carril + Eliminación 10 000 m Hombres
- , Medalla de oro: Patinaje de Velocidad Relevo 3000 m Carril Hombres
- , Medalla de plata: Patinaje de Velocidad Eliminación Carril 15 000 m Hombres

### Juegos Centroamericanos y del Caribe
Fue reconocido su triunfo de ser el primer deportista con el mayor número de medallas de la selección de  Colombia 
en los juegos de Mayagüez 2010.

#### Juegos Centroamericanos y del Caribe de Mayagüez 2010
Su desempeño en la vigésima primera edición de los juegos, se identificó por ser el quinto deportista con el mayor número de medallas entre todos los participantes del evento, con un total de 6 medallas:

- , Medalla de oro: 10 000 m eliminación
- , Medalla de oro: 10 000 m puntos
- , Medalla de oro: 15 000 m eliminación
- , Medalla de oro: 20 000 m eliminación
- , Medalla de oro: 3000 m relevo
- , Medalla de plata: 42 km maratón